# HKTA The Yuen Yuen Institute No. 1 Secondary School
HKTA The Yuen Yuen Institute No. 1 Secondary School is een daoïstische middelbare school die gesticht is door Hong Kong Taoist Association/香港道教聯合會 en de Hongkongse overheid in 1979. De school ligt aan de Wo Yi Hupstraat nummer 42 in Kwai Tsing en staat tegenover Lai Chingcentrum/麗晶中心. De school heeft een oppervlakte van 4000 km². De huidige schooldirecteur is professor Yau Hon-Kei/尤漢基. Hij is sinds de oprichting van de school schooldirecteur. In 1979 had de school 252 leerlingen en acht leraren.